# Heartbeat Tour
Il Heartbeat Tour è il secondo tour della cantante inglese Jessie J, dopo lo Stand Up Tour, tour promo, con poche date per promuovere l'album di debutto Who You Are, dal quale sono stati estratti singoli di grande successo mondiale, come Domino e Price Tag.
È stato scelto questo titolo perché i fan della cantante si chiamano proprio 'Heartbeats', quindi è come un omaggio a loro che l'hanno sostenuta nel percorso di un anno, da Do It like a Dude fino a LaserLight. La cantante inglese ha girato il tour in tutto il mondo, con tappe in Europa, Oceania, Sud America e Asia.

## Artisti d'apertura
- Devlin
- Cherri V
- Amy Meredith
- Ruby Rose
- Professor Green
- Blush

## Setlist
- Big White Room
- Who's Laughing Now
- Rainbow
- Stand Up/One Love
- Casualty Of Love
- Nobody's Perfect
- Never Too Much
- Abracadabra
- Technology/Up
- L.O.V.E.
- Who You Are
- Mama Knows Best

Encore
- Do It like a Dude
- Price Tag
- Domino

## La band
- Jessie J – voce
- Lewie Allen – chitarra
- Jonathan 'Ginger' Hamilton – batteria
- Hannah Vasanth – tastiere
- Phil Simmonds – basso

## Date del tour
| Data              | Città                   | Stato       | Luogo                            |
| ----------------- | ----------------------- | ----------- | -------------------------------- |
| Europa            |                         |             |                                  |
| 17 ottobre 2011   | Birmingham              | Inghilterra | O2 Academy Birmingham            |
| 18 ottobre 2011   | Birmingham              | Inghilterra | O2 Academy Birmingham            |
| 19 ottobre 2011   | Doncaster               | Inghilterra | The Dome Leisure Centre          |
| 21 ottobre 2011   | Manchester              | Inghilterra | O2 Apollo Manchester             |
| 22 ottobre 2011   | Liverpool               | Inghilterra | University of Liverpool          |
| 23 ottobre 2011   | Bournemouth             | Inghilterra | Bournemouth International Centre |
| 25 ottobre 2011   | Edimburgo               | Scozia      | Usher Hall                       |
| 26 ottobre 2011   | Bridlington             | Inghilterra | Bridlington Spa                  |
| 27 ottobre 2011   | Plymouth                | Inghilterra | Plymouth Pavilions               |
| 29 ottobre 2011   | Cardiff                 | Galles      | Motorpoint Arena Cardiff         |
| 30 ottobre 2011   | Leeds                   | Inghilterra | O2 Academy Leeds                 |
| 1º novembre 2011  | Londra                  | Inghilterra | HMV Hammersmith Apollo           |
| 2 novembre 2011   | Londra                  | Inghilterra | HMV Hammersmith Apollo           |
| 3 novembre 2011   | Brighton                | Inghilterra | Brighton Centre                  |
| Sud America       |                         |             |                                  |
| 24 novembre 2011  | San Paolo               | Brasile     | Via Funchal                      |
| Oceania           |                         |             |                                  |
| 1º marzo 2012     | Brisbane                | Australia   | Brisbane River Stage             |
| 3 marzo 2012      | Brisbane                | Australia   | Doomben Racecourse               |
| 7 marzo 2012      | Melbourne               | Australia   | Melbourne Festival Hall          |
| 8 marzo 2012      | Sydney                  | Australia   | Hordern Pavilion                 |
| 10 marzo 2012     | Sydney                  | Australia   | Randwick Racecourse              |
| 11 marzo 2012     | Melbourne               | Australia   | Flemington Racecourse            |
| 12 marzo 2012     | Adelaide                | Australia   | Ellis Park                       |
| 14 marzo 2012     | Adelaide                | Australia   | Adelaide Entertainment Centre    |
| Asia              |                         |             |                                  |
| 16 marzo 2012     | Petaling Jaya           | Malaysia    | Sunway Lagoon Surf Beach         |
| 18 marzo 2012     | Giacarta                | Indonesia   | Jakarta International Expo       |
| 20 marzo 2012     | Singapore               | Singapore   | Singapore Indoor Stadium         |
| Europa            |                         |             |                                  |
| 9 giugno 2012     | Londra                  | Inghilterra | Wembley Stadium                  |
| 23 giugno 2012    | Newport                 | Inghilterra | Seaclose Park                    |
| 24 giugno 2012    | Londra                  | Inghilterra | Hackney Marshes                  |
| 26 giugno 2012    | Istanbul                | Turchia     | Maçka Küçükçiftlik Park          |
| 27 giugno 2012    | Belgrado                | Serbia      | Ušće Park                        |
| 3 luglio 2012     | Cork                    | Irlanda     | The Docklands                    |
| 6 luglio 2012     | Shrewsbury              | Inghilterra | The Quarry                       |
| 7 luglio 2012     | Perth and Kinross       | Scozia      | Balado                           |
| 8 luglio 2012     | Londra                  | Inghilterra | Hyde Park                        |
| 13 luglio 2012    | Warwick                 | Inghilterra | Warwick Castle                   |
| 24 luglio 2012    | Magaluf                 | Spagna      | BCM Square                       |
| 24 luglio 2012    | Sant Antoni de Portmany | Spagna      | Eden                             |
| 28 luglio 2012    | Costanza                | Romania     | H20 Beach                        |
| 5 agosto 2012     | Zambujeira do Mar       | Portogallo  | Herdade da Casa Branca           |
| 9 agosto 2012     | Esher                   | Inghilterra | Sandown Park Racecourse          |
| 18 agosto 2012    | Newbury                 | Inghilterra | Newbury Racecourse               |
| 25 agosto 2012    | Alnwick                 | Inghilterra | Alnwick Castle                   |
| 8 settembre 2012  | Gibilterra              | Gibilterra  | Victoria Stadium                 |
| 9 settembre 2012  | Londra                  | Inghilterra | Hyde Park                        |
| 14 settembre 2012 | Londra                  | Inghilterra | Under the Bridge                 |
| 21 settembre 2012 | Londra                  | Inghilterra | The Roundhouse                   |

Spettacoli cancellati e riprogrammati
| 28 febbraio 2012 | Auckland, Nuova Zelanda | Vector Arena      | Concerto              | Cancellato |
| 4 marzo 2012     | Perth, Australia        | Arena Joondalup   | Future Music Festival | Cancellato |
| 5 marzo 2012     | Perth, Australia        | Challenge Stadium |                       | Cancellato |